# Corsock
Corsock (schottisch-gälisch Corsaig) ist eine Ortschaft in der schottischen Council Area Dumfries and Galloway beziehungsweise in der traditionellen Grafschaft Kirkcudbrightshire. Sie liegt rund zwölf Kilometer nördlich von Castle Douglas und 22 km westlich von Dumfries am rechten Ufer des Urr Water. Südwestlich liegt das Corsock Loch.

## Geschichte
Südöstlich von Corsock finden sich die Ruinen eines mittelalterlichen Tower House. Mit Corsock House entstand im späten 18. Jahrhundert ein Herrenhaus nahe der Ortschaft. 1839 erhielt die Ortschaft mit der Corsock Chapel eine Kirche. Die örtliche Grundschule wurde im Jahre 2003 geschlossen.

## Verkehr
Corsock ist direkt an der A712 gelegen. Die Fernverkehrsstraße verbindet Creebridge mit Crocketford. Dort ist die überregional bedeutende Ost-West-Verbindung A75 (Stranraer–Gretna Green) erreichbar.